# خوان كويرو باراسو
خوان كويرو باراسو (بالإسبانية: Juan Quero)‏ (17 أكتوبر 1984 في إسبانيا - ) هو لاعب كرة قدم إسباني في مركز الوسط. لعب مع بوليديبورتيفو إيخيذو ورايو فايكانو ونادي ألكوركون ونادي إلتشي ونادي إيركوليس ونادي بوريرام يونايتد ونادي بيركيركارا ونادي تشونبوري ونادي دبي ونادي قرطبة ونادي لاس بالماس ونومانسيا وأورينتي بيتروليرو ونادي راتشابوري ميتر فول وDAV Santa Ana ‏ وDSK Shivajians FC ‏.

## روابط خارجية
- خوان كويرو باراسو على موقع قاعدة بيانات كرة القدم.إي يو (الإنجليزية)
- خوان كويرو باراسو على موقع Soccerway.com (الإنجليزية)